# Kronologija Domovinskog rata: rujan 1995.

### 1. rujna
- Zrakoplovi NATO-a napali ciljeve u neposrednoj blizini Pala.[1]
- Ruski ministar vanjskih poslova Andrej Kozirev optužio neke zapadne zemlje da u intervenciji protiv bosanskih Srba demonstriraju silu.[1]
- Vođa bosanskih Srba Radovan Karadžić u pismu Yasushiju Akashiju navodi da nije bilo potrebe za zračnim udarima NATO-a, jer su se Srbi odlučili za mir. No, pismo završava drskom primjedbom: ako se zračni napadi nastave to će samo ubrzati naše pripreme za dugotrajni sukob, u kojem međunarodna zajednica nema šanse za pobjedu.[1]
- Nema više ni velike, ni male velike, ni velike male Srbije. Milošević ne spašava projekt svi Srbi u jednoj državi, koji je već propao, nego vlastitu političku poziciju u Srbiji, izjavio potpredsjednik Sabora RH Vladimir Šeks Večernjem listu.[1]

### 3. rujna
- NATO odbacio uvjete koje je zapovjednik vojske bosanskih Srba general Ratko Mladić postavio za povlačenje svog teškog oružja s položaja oko Sarajeva i zaprijetio novim zračnim udarima ako Srbi do ponedjeljka, 4. rujna, do 23 sata, ne povuku teško naoružanje oko Sarajeva, ne otvore zračnu luku i ne potvrde da će poštovati zaštićene zone.[1]

### 4. rujna
- Hrvatska Vlada predložila da se popis stanovništva provede u travnju 1996. godine. Do popisa bit će odgođena primjena pojedinih odredaba Ustavnog zakona o etničkim i nacionalnim zajednicama ili manjinama, a koje se odnose na kotareve Glina i Knin.[1]
- Još nema znakova da bosanski Srbi povlače teško naoružanje iz okolice Sarajeva, što su trebali s obzirom na ultimatum NATO-a o zračnim udarima, izjavila glasnogovornica UN-a Myriam Souchaki.[1]
- Zamjenik državnog tajnika za europska i kanadska pitanja SAD Richard Holbrooke izjavio za TV mrežu ABC da je s bosanskim ministrom vanjskih poslova Šaćirbejom razgovarao o zemljovidu podjele koji se jako razlikuje od onog što ga je podastro predsjednik Milošević,[1]
- Protivno napisima u stranom tisku o sastanku predstojnika Ureda Predsjednika Republike Hrvatske Hrvoja Šarinića i srbijanskog predsjednika Slobodana Miloševića, neposredno prije pada tzv. krajine i operacije Oluja, Ured Predsjednika Republike priopćio da nije bilo nikakvih sastanaka.[1]

### 5. rujna
- Američki admiral William Fallon, zapovjednik bojne grupe na Jadranu, priopćio novinarima na palubi američkog nosača zrakoplova Theodore Roosevelt da je prva skupina od osam zrakoplova tipa FA-18 izvela zračne udare na bosanske Srbe. Na udaru se našlo deset srpskih vojnih ciljeva.[1]
- Zapovjednik snaga bosanskih Srba general Ratko Mladić upozorio UN da će njegove snage odgovoriti na svaki novi zračni napad NATO-a, javlja Reuter a prenosi HINA.[1]
- Američki predsjednik Bill Clinton pozdravio dogovor o obnovi pregovora između Grčke i Makedonije, što je nazvao velikim korakom prema miru i stabilnosti na Balkanu.[1]
- Nije bilo stvarnog ni ozbiljnog povlačenja srpskog oružja, komentirao Jacgues Chirac odluku o nastavku bombardiranja srpskih vojnih položaja u Bosni.[1]

### 6. rujna
- Predsjednik RH dr. Franjo Tuđman primio u Predsjedničkim dvorima američko izaslanstvo na čelu s državnim tajnikom SAD Richardom Holbrookeom. U razgovoru izražena potpora naporima da se na konferenciji u Ženevi postigne načelna suglasnost glede mirne reintegracije istočne Slavonije i Baranje, te okončanja sukoba u BiH u okviru globalnog rješenja na području bivše Jugoslavije.[1]
- Državne delegacije Hrvatske i BiH, na čelu s predsjednicima dr. Franjom Tuđmanom i Alijom Izetbegovićem, razgovarale u zračnoj luci Split o svim značajnim elementima mirovnog procesa uoči ženevskog sastanka. Međusobno priznanje između Beograda, na jednoj, te Zagreba i Sarajeva, na drugoj strani, mora se rješavati istodobno, a reintegracija istočne Slavonije i Baranje u hrvatski pravni sustav mora se globalno rješavati istodobno s uklanjanjem srpske agresije na hrvatska i bosanskohercegovačka područja, zajedničko je stajalište obiju delegacija.[1]
- Kroz prihvatilište u Davoru prošlo do 5. rujna ukupno 18.434 izbjeglice iz sjeverozapadne Bosne. Posljedica je to Dogovora o nesmetanom odlasku civilnog stanovništva s područja RS. Dogovor su potpisali u Banjoj Luci. U ime Srpske potpisnik je potpredsjednik RS Nikola Koljević, a u ime Međunarodnog komiteta crvenog križa (MKCK), odnosno njegovog predsjednika Cornelia Samaruge, njegova zastupnica Lucie Stenthal. Ovim su prisilno protjerani preostali Hrvati sa šireg banjolučkog područja.(): [neaktivna poveznica] Priznajem.hr. 15. kolovoza 2019. Pristupljeno 8. rujna 2020.[1]
- Sada me optužuju da sam odbio plan Z-4, pa i režim u Beogradu se s tim složio da taj plan ni u kojem slučaju ne uzmemo u razmatranje, rekao Milan Martić u intervjuu za beogradski Telegraf.[1]

### 7. rujna
- NATO-vi zrakoplovi iz talijanskih baza i nosača u Jadranu izveli pet napada na ciljeve blizu Pala, izjavio glasnogovornik UN-a pukovnik Pierre Briere, a potvrdio zapovjednik američkog nosača Theodore Roosevett admiral William Fallon.[1]
- NATO odbio kritike ruskoga predsjednika Borisa Jeljcma u svezi s politikom zračnih udara na bosanske Srbe.[1]
- Francuski predsjednik Jacgues Chirac primio u Elizejskoj palači hrvatskog ministra vanjskih poslova dr. Matu Granića, kojemu je rekao da će Francuska i dalje voditi i podržavati politiku pritiska na bosanske Srbe kako bi prihvatili mirovni plan. Chirac je tom prigodom uputio poziv hrvatskom predsjedniku dr. Franji Tuđmanu da posjeti Pariz.[1]

### 8. rujna
- Ministri vanjskih poslova Hrvatske, BiH i tzv. SRJ, Granić, Šaćirbej i Milutinović, počeli u američkoj misiji u Ženevi razgovore o, kako to definira američka administracija, osnovnim principima koji bi kasnije doveli do mirovnog sporazuma.[1]

### 9. rujna
- BiH će i dalje postojati kao međunarodno priznata država unutar dosadašnjih granica. Bit će sastavljena od dviju jedinica: Federacije BiH i Republike Srpske. Unutarnje teritorijalno razgraničenje ostaje predmet pregovora, a prihvaćen je tek princip da ono bude zasnovano na podjeli 51 posto (Federacija) prema 49 posto (Republika Srpska), stoji u dokumentu što su ga prihvatili trojica ministara Granić, Šaćirbej i Milutinović u Ženevi.[1]
- Predstojnik Ureda Predsjednika Republike ing. Hrvoje Šarinić primio u Predsjedničkim dvorima posebnog izaslanika UN-a Yasushija Akashija i rekao mu da Hrvatska neće pregovarati izvan paketa mirovne inicijative, te nikako prihvatiti taktiku da se problem istočne Slavonije izdvoji iz tog paketa.[1]

### 10. rujna
- Tzv. srpski koridor koji bi Bosansku Posavinu dijelio na dva dijela je neprihvatljiv. Posavina je životni prostor hrvatskog naroda, a Bečkim sporazumom i Ustavom Federacije BiH određeno je da su u sastavu bosanske Posavine općine Derventa, Bosanski Brod, Odžak, Modriča, Bosanski Šamac, Orašje, Ravne-Brčko te hrvatski dijelovi općine Gradačac i Doboj, bez ikakvog srpskog koridora, zaključeno na Županijskom odboru HDZ-a BiH Bosanske Posavine.[1]
- NATO-vi udari na vojne ciljeve bosanskih Srba nastavljaju se, priopćio u Napulju glasnogovornik zapovjedništva Južnog krila NATO-a. Prema priopćenju TANJUGA, gađani ciljevi oko Banja Luke, Prnjavora i Teslića, a po prvi put upotrijebljene krstareće rakete. Kako javlja TV postaja CNN, dužnosnici UN-a zatražili od generala Mladića da potpiše dokument kojim će jamčiti povlačenje topništva iz zone isključenja oko Sarajeva, kao uvjet za obustavu zračnih udara.[1]

### 11. rujna
- Zrakoplovi NATO-a nastavili zračnim udarima na vojne ciljeve bosanskih Srba. Kako je izjavio glasnogovornik Južnog krila NATO-a, vjeruje se da je u napadu uništen sustav za radarsku protuzračnu obranu u blizini Banje Luke.[2]
- Jeljcin mora shvatiti da ne može zapovijedati NATO-u što će učiniti u Bosni, izjavio glavni tajnik Sjevero-atlantskog saveza Willy Claes, komentirajući posljednji istup ruskog predsjednika u Dumi i prijetnje ratom u Europi.[2]
- Postrojbe Armije BiH oslobodile važno strateško središte na Ozrenu, Vozuću. Time oslobođena komunikacija Zenica-Tuzla i došlo do spajanja Drugog i Trećeg korpusa Armije BiH.[2]
- Hrvatska neće prihvatiti nikakav globalni sporazum bez rješenja za istočnu Slavoniju, Baranju i zapadni Srijem, izjavio po dolasku u Washington hrvatski ministar vanjskih poslova dr. Mate Granić.[2]

### 13. rujna
- U Hrvatsku iz Vojvodine, od 14. kolovoza do 13. rujna, prognane i prihvaćene 622 osobe, izvijestio u Zagrebu Vladin Ured za prognanike.[2]
- Predsjednik Tuđman primio u Predsjedničkim dvorima zamjenika ministra vanjskih poslova Ruske Federacije Igora Ivanova, te mu izrazio potrebu žurnog rješavanja reintegracije istočne Slavonije, Baranje i zapadnog Srijema u sustav Hrvatske, naglasivši da Hrvatska, s obzirom na 80.000 hrvatskih prognanika, neće više trpjeti odlaganja.[2]
- Nakon posjeta Erdutu američki veleposlanik Peter Galbraith, odgovarajući na pitanja novinara u Osijeku, izjavio da je srpska strana zainteresirana za mirno rješenje. Spomenuo pri tom dio plana Z-4 koji govori o prijelaznom razdoblju od dvije godine, no Srbi traže još duže razdoblje.[2]
- Ovim posjetom pokazujemo da su granice Hrvatske na Dunavu i ništa neće promijeniti naš stav o tome, izjavio novinarima u Osijeku, gdje boravi zbog posjeta istočnoj Slavoniji i Baranji, veleposlanik Velike Britanije G. Hewitt.[2]
- Bojim se da bi eventualni sukob vojske SRJ i Hrvatske vojske bio težak i krvav, a čini mi se da bi završio pobjedom Hrvatske vojske. HV će u iduće dvije godine postati najmoćnija oružana sila na Balkanu, izjavio u Beogradu jedan od najuglednijih britanskih vojnih analitičara Pol Biver.[2]

### 14. rujna
- Nakon žestokih pješačko-topničkih borbi hrvatske snage u potpunosti razbile srpski otpor i oslobodile stari kraljevski grad Jajce. U akciji hrvatskih snaga oslobođeno 2.000 četvornih kilometara, a zapovijed za protuudar izdana nakon četničkih napada na Kupres, Glamoč i Grahovo.[2]
- Nakon opsežnih priprema, na oslobođenoj Banovini počela ekshumacija žrtava iz masovnih grobnica, prvo na lokaciji vile Gavrilović u Petrinji, a nastavit će se pokraj nove petrinjske bolnice, u blizini bivše vojarne Vasilj Gaćeša.[2]
- Nizozemski časnici UNPROFOR-a uništili film koji prikazuje pripadnike plavih kaciga kako mimo promatraju bosanske Srbe pri pripremi masakra nad muslimanskim civilima iz Srebrenice, tvrdi se u TV-emisiji BBC-a o padu muslimanske enklave.[2]

### 15. rujna
- Nakon Holbrookeovih razgovora u Beogradu, Zagrebu i Mostaru, postignut sporazum o deblokadi Sarajeva. Srbi moraju iz zone isključenja 20 km od Sarajeva povući svoje teško oružje u roku 144 sata, a bosanska vlada obvezala se da će se suzdržati od svakog napada i prihvatila da UNPROFOR nadzire njezino teško oružje.[2]
- Prekid zračnih napada na položaje bosanskih Srba traje već 72 sata, potvrdilo zapovjedništvo Južnih savezničkih snaga NATO (Afsouth) u Bangolima. Ako povlačenja srpskog naoružanja oko Sarajeva ne bude, napadi će se nastaviti.[2]
- Nakon petomjesečne blokade, koju su nametnuli bosanski Srbi, ponovno otvorena sarajevska zrakoplovna luka za zrakoplove s oznakama UN-a, kako je dogovoreno na beogradskom sastanku Holbrookea i Miloševića.[2]
- U okolici Petrinje na lokaciji Vila Gavrilović izvršena prva ekshumacija jedne masovne grobnice. Ekshumirani su posmrtni ostatci 17 žrtava srpske agresije.Petar Grubišić:   Večernji list.  27. rujna 2005. Pristupljeno 24. rujna 2020.[2]

### 16. rujna
- Prvi izletnici, njih oko 1.000, stigli na oslobođene Plitvice.[2]
- Nakon što je Hrvatskoj izručeno 39 osumnjičenih za oružanu pobunu, ratne zločine i genocid, iz Knina je prema graničnom prijelazu u Lipovcu krenuo konvoj od 800 Srba koji su odlučili napustiti Hrvatsku.[2]
- U novooslobođeni grad Jajce uskoro bi se moglo vratiti 22.000 prognanih jajačkih Hrvata.[2]
- Glavni zapovjednik UNPROFOR-a u BiH general Rupert Smith zatražio od srpskog zapovjednika generala Ratka Mladića da osim topova većih od 100 milimetara i minobacača promjera većeg od 82 mm iz okolice Sarajeva ukloni i sve topove promjera većeg od 76 mm te protuzrakoplovne topove.[2]

### 17. rujna
- Predsjednik RH dr. Franjo Tuđman primio u Predsjedničkim dvorima pomoćnika državnog tajnika SAD Richarda Holbrookea, koji ga je izvijestio o sadržaju razgovora sa srbijanskim predsjednikom Miloševićem.[2]
- Povlačenje srpskog teškog naoružanja oko Sarajeva ne odvija se niti dovoljno brzo, da pobudi povjerenje, niti tako sporo da preraste u izazov, ocjenjuju dužnosnici NATO-a.[2]

### 18. rujna
- Nastavljaju se borbe u zapadnoj i središnjoj Bosni. Oslobođen Bosanski Novi, a borbe se vode nadomak Prijedoru. Opća opasnost u Jasenovcu i Novoj Gradiški.[2]
- Kolona od oko 50.000 bosanskih Srba na traktorima i s konjskim zapregama krenula cestom koja od Banje Luke vodi prema Derventi, javlja Reuter.[2]
- Ministar obrane SAD William Perry i admiral Leighton Smith, zapovjednik Južnog krila NATO-a, tvrde da su Srbi učinili dovoljan napredak u povlačenju, da im se može odobriti još 72 sata, ali ističu da moraju u potpunosti ispuniti zahtjeve NATO-a.[2]

### 19. rujna
- Predsjednik Tuđman primio u Predsjedničkim dvorima britanskog ministra vanjskih poslova Malcoma Rifkinda i tom prigodom istaknuo da su posljednji zajednički vojni uspjesi hrvatskih snaga i Armije BiH doveli do novih realnosti i da vjeruje kako je sada pravo vrijeme za završetak rata i postizanje pravednog mira.[2]
- Trajni mir i stabilnost mogu se postići samo ako mirovni dogovor bude sveobuhvatan, te uz principe unutarnjeg uređenja BiH uključi i što bržu mirnu reintegraciju okupiranih istočnih dijelova Hrvatske, istaknuo hrvatski ministar vanjskih poslova dr. Mate Granić svom britanskom kolegi Malcomu Rifkindu, primajući ga u Zagrebu.[2]
- U Predsjedničkim dvorima u Zagrebu počeli službeni razgovori državnih izaslanstava Republike Hrvatske i Republike i Federacije BiH te izaslanstva SAD, koja predvode dr. Franjo Tuđman, Alija Izetbegović i Krešimir Zubak te pomoćnik državnog tajnika SAD Richard Holbrooke. Razgovaralo se o situaciji u regiji, o nastavku mirovne inicijative i daljnjoj provedbi sporazuma o Federaciji BiH i njezinoj konfederaciji s Hrvatskom.[2]
- Hrvatska vojska u protuudaru uspjela protjerati četnike iz dijelova središta Bosanskog Novog i Bosanske Dubice. Bosanski Srbi dignuli u zrak dijelove mostova preko Une.[2]
- U sarajevskom stožeru zaštitnih snaga potvrđuju da HVO i Armija BiH nadziru 48 posto ukupnog teritorija BiH.[2]
- Bosanski Srbi za posljednjih sukoba s Hrvatima namjerno granatirali bazu danskih pripadnika mirovnih snaga u Dvoru na Uni, te ubili jednog vojnika a devetoricu ranili, priopćio danski potpukovnik Kurt Moesgaard.[2]
- Snage UN, smatra Boutros Ghali, mogu i dalje igrati ulogu čuvara mira u Hrvatskoj i Makedoniji. S tim će u vezi dati svoje preporuke prije istjecanja mandata UNCRO-a i UNPREDEP-a 30. studenoga. Promatrači upozoravaju da je riječ o prvom koraku zamjenjivanja UNPROFOR-a snagama NATO-a.[2]
- U Banju Luku, izvješćuje UNCHR, posljednjih dana stiglo 87.000 srpskih izbjeglica iz sjeverozapadne i središnje Bosne.[2]

### 20. rujna
- Predsjednik Tuđman primio u Zagrebu prvog zamjenika ministra vanjskih poslova Ruske Federacije Igora Ivanova, koji je nakon razgovora izjavio da bi za sve strane bilo najbolje da se problem istočnog dijela Hrvatske riješi što prije, ali na način da to rješenje bude konačno.[2]
- Prilikom odlaska iz Zagreba predsjednik Predsjedništva BiH Alija Izetbegović primio u zračnoj luci zamjenika ministra vanjskih poslova Ruske Federacije Igora Ivanova. Izetbegović naglasio da bi, pod uvjetom da se ukloni paljansko rukovodstvo osumnjičeno za ratne zločine, do mira moglo doći u najskorije vrijeme.[2]
- U zajedničkoj izjavi sa sastanka predsjednika Tuđmana, Izetbegovića i Zubaka, održanog 19. rujna u Zagrebu, potvrđuje se potpora američkoj mirovnoj inicijativi i planu kontaktne skupine i potvrđuje čvrsta opredijeljenost za Washingtonski sporazum, Ustav Federacije i kasnije sporazume čiji je cilj jačanje Federacije i njezinih odnosa s Republikom Hrvatskom.[2]
- Održana posljednja sjednica Zastupničkog doma Sabora Republike Hrvatske u postojećem sastavu, a izbori za novih 127 zastupnika održat će se u listopadu.[2]
- Poslije najnovijih uspjeha hrvatskih snaga u BiH, HVO nadzire oko 22 posto teritorija i položaj Hrvata u BiH nikad nije bio bolji, istaknuo predsjednik HDZ-a BiH Dario Kordić, javlja HABENA.[2]
- kon što je specijalni izvjestitelj za ljudska prava na prostoru bivše Jugoslavije Tadeusz Mazowiecki potkraj srpnja podnio ostavku, njegovo mjesto trebala bi ovih dana zauzeti bivša ministrica obrane Finske Elisabeth Rehn.[2]

### 21. rujna
- Hrvatska Vlada u dogovoru s vladom Republike odnosno Federacije BiH odlučila nepoduzimati nikakve daljnje akcije u zapadnom dijelu BiH, koje bi vodile sučeljavanju u Banjoj Luci, navodi se u izjavi hrvatskog ministra vanjskih poslova dr. Mate Granića. Međutim, Hrvatska će ostati ustrajna da se pitanje njezinog istočnog dijela riješi paralelno s rješenjem koje se formulira za BiH, te da se to uključi u dnevni red pregovora u New Vorku.[3]
- Iako Srbi nisu u potpunosti povukli teško oružje oko Sarajeva, admiral Leighton Smith i general Janvier zaključili da je udovoljeno uvjetima Janvierovog pisma od 3. rujna, pa je NATO odustao od daljnjih bombardiranja.[3]
- Američki predsjednik Bill Clinton izrazio zadovoljstvo što su bosanski Srbi povukli teško oružje iz zone isključenja oko Sarajeva i pozdravio odluku UN-a i NATO-a da se ne nastave zračni udari na njihove položaje.[3]

### 22. rujna
- Predsjednik Republike Hrvatske dr. Franjo Tuđman donio odluku da se izbori za Zastupnički dom Sabora Republike Hrvatske održe 29. listopada.[3]
- Na područjima oslobođenim u nekoliko posljednjih akcija HV-a postojao je 161 katolički sakralni objekt, od čega je potpuno srušeno 125 crkava, 30 ih je teško, a šest manje oštećeno. Pravoslavnih je ukupno bilo 121, od toga su unište-na 3, teže stradala 2, a 10 je lakše oštećeno, priopćili novinarima u Hrvatskoj matici iseljenika u Zagrebu članovi Uredništva knjige Ranjena Crkva u Hrvatskoj.[3]
- Vijeće sigurnosti UN-a jednoglasno prihvatilo Rezoluciju 1.016, koja zahtijeva obustavu svih ofenzivnih vojnih djelovanja na području BiH.[3]
- Od početka svibnja do današnjih dana na prostoru bivše Jugoslavije, prema podacima Međunarodnog crvenog križa, preseljeno 372.800 ljudi.[3]

### 23. rujna
- Nakon četvorice osumnjičenih za ratne zločine iz kampa UNCRO-a u Kninu, Okružno državno odvjetništvo iz Splita otvorilo istragu protiv još 11 osoba.[3]
- Hrvatska vojno-redarstvena akcija Oluja dovela je do američke mirovne inicijative. Operacije u zapadnoj Bosni obustavljene su na zahtjev SAD, rekao dr. Mate Granić u intervjuu Slobodnoj Dalmaciji nakon povratka iz SAD.[3]

### 25. rujna
- Predsjednik Republike Hrvatske dr. Franjo Tuđman stigao u službeni posjet Francuskoj, gdje se, u Parizu, susreo s predsjednikom Francuske Jacqueseom Chiracom.[3]
- Još je preostalo 4,5 postotaka hrvatskog okupiranog teritorija i mi to moramo osloboditi, težeći na miran način, uključiti u ustavno-pravni poredak, a kad ne bismo u tome uspjeli, biti bismo prisiljeni primijeniti sredstva kao što smo ih primijenili u oslobađanju drugih područja, izjavio predsjednik Tuđman u intervjuu pariškom dnevniku Le Figaro.[3]
- UNPROFOR potvrdio postojanje masovne grobnice kod Ključa, gdje je, po navodima bosanskih vlasti, pokopano nekoliko stotina Bošnjaka, likvidiranih od strane Srba 1992. godine.[3]

### 26. rujna
- Beograd i dalje ne prihvaća dogovor o istočnoj Slavoniji, Baranji i zapadnom Srijemu kao dio ukupnog mirovnog paketa - naš rok rješenja tog pitanja ostaje kraj pregovaračkog procesa i isteka mandata UNCRO-a, komentirao u New Yorku trojni sastanak ministara vanjskih poslova Hrvatske, BiH ' SRJ s američkim državnim tajnikom Richardom Holbrookom hrvatski ministar dr. Mate Granić.[3]
- Predsjednik Tuđman dao izjavu poslije susreta s francuskim predsjednikom Chiracom u Parizu u kojoj ističe da su učvršćeni odnosi i prijateljstvo između Hrvatske i Francuske.[3]
- Karadžićevi Srbi iz Bosne ponovno dalekometnim raketnim projektilima napali hrvatske gradove, luna pala na Kutinu, a orkan na Požegu.[3]
- Milošević sada želi mir, jer nema drugog izbora, ali se ne zna neće li za pet ili deset godine ponovno pokušati uzbuditi narod i raspiriti mržnju protiv Albanaca, Muslimana i Hrvata, a Srbima treba dati minimalno, tj. 20 do 30 posto BiH uz Drinu, jer oni ne žele živjeti s drugima, a nikako 49 posto, jer to je previše, rekao francuski književnik i filozof Pascal Brickner u intervjuu Večernjem listu.[3]
- Američki predsjednik Bill Clinton pozvao svoje savjetnike i suradnike da energično pristupe traženju mirovnog rješenja za BiH, priopćio glasnogovornik Bijele kuće Michael Mc Currv.[3]

### 27. rujna
- Sastanak ministara vanjskih poslova Hrvatske i SRJ, u Neworku, Granića i Milutinovića, daje izvjesne naznake da bi se rješenje za istočnu Slavoniju, Baranju i zapadni Srijem moglo naći mirnim putem.[3]
- Državni tajnik SAD Warren Christopher potvrdio strateško partnerstvo SAD i Hrvatske.[3]
- Kontaktna skupina i posebni pregovarač EU Cart Bildt priopćili u New Yorku da su trojica ministara, u ime svojih vlada, ovlastili ih objaviti Dodatna dogovorena temeljna načela, kojima će se voditi pri daljnjim pregovorima, a pitanje istočne Slavonije, Baranje i zapadnog Srijema bit će od najveće važnosti u cjelovitom mirovnom rješenju.[3]
- SAD spremne prihvatiti sudjelovanje Rusije u multinacionalnim snagama za provođenje mirovnog sporazuma u BiH, izjavio glasnogovornik američkog Ministarstva obrane.[3]
- Američki predsjednik Bill Clinton objavio da su vlade BiH, Hrvatske i tzv. SRJ postigle dogovor o načelima koja bi trebala voditi završetku rata i osigurati da BiH ostane cjelovita, međunarodno priznata država.[3]
- Skupština Vijeća Europe prihvatila u Strasbourgu Rezoluciju o bivšoj Jugoslaviji po hitnom postupku.[3]
- Nakon akcije Oluja, Policijska uprava splitsko-dalmatinska podnijela 41 krivičnu prijavu protiv 23 osobe za oružanu pobunu, protiv 10 osoba krivičnu prijavu za ratni zločin protiv civilnog stanovništva, a protiv osam za ugrožavanje teritorijalne cjelovitosti Hrvatske.[3]

### 28. rujna
- Unatoč postignutom sporazumu u New Yorku, združeni srpski agresor započeo silovit protunapad na od Armije BiH oslobođene teritorije oko Bosanskog Novog i Sanskog Mosta.[3]
- Republika Hrvatska trenutačno skrbi o 406.000 prognanika i izbjeglica, od kojih je 209.000 iz BiH. U četiri ratne godine Hrvatska zbrinula milijun i sto tisuća prognanika i izbjeglica, izjavio predstojnik Ureda za prognanike i izbjeglice Vlade RH dr. Adalbert Rebić.[3]

### 29. rujna
- Sporazum hrvatskih vlasti sa Sarajevom u Kuplenskom podrazumijevao je aboliciju za sve pripadnika Narodne obrane AP Zapadna Bosna, no Sarajevo objavljuje listu od 400 imena optuženih, uključujući i mene, izjavio bivši predsjednik samozvane pokrajine Fikret Abdić - Babo u intervjuu Večernjem listu.[3]
- Do ovog tjedna u Uredu Vlade Republike Hrvatske u Beogradu registrirano skoro 7.000 Srba koji se žele vratiti u Hrvatsku i svaki dan stiže najmanje stotinu novih zahtjeva.[3]

### 30. rujna
- Hrvatska je dobila jamstva najviših američkih dužnosnika da će se problem reintegracije istočne Slavonije, Baranja i zapadnog Srijema rješavati zajedno s problemom BiH, što znači da neće biti nikakvog otezanja, a ako mirovni napori ne uspiju, nismo se odrekli svoga prava da uspostavimo teritorijalni integritet Hrvatske, rekao ministar dr. Mate Granić u zagrebačkoj zračnoj luci po povratku iz New Yorka.[3]
- Podaci govore da je na oslobođenom području u Oluji od 161 katoličkog objekta srušeno 135 crkava i samostana, teško oštećeno 30, a šest lakše, dok od 121 pravoslavnog objekta srušene su 3 crkve, teže oštećene dvije, a lakše deset, piše Večernji list u povodu optužaba o rušenju pravoslavnih crkava na oslobođenim područjima.[3]
- Svi srbijanski mediji najavljuju uhićenja časnika i izdajnika koja će obaviti general Mladić, zbog vojničkog poraza te pada više od 4.500 kvadratnih kilometara teritorija u neprijateljske ruke.[3]